# Mikael Imru

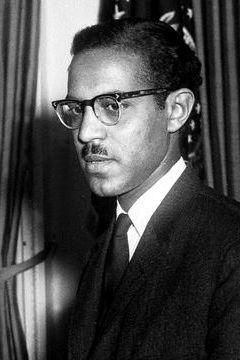
Mikael Imru als Botschafter in den Vereinigten Staaten, Februar 1961

Mikael Imru (amharisch ሚካኤል እምሩ; * 10. November 1929 in Addis Abeba; † Oktober 2008) war vom 3. August bis zum 12. September 1974 Ministerpräsident von Äthiopien.

## Biografie
Imru wurde als einziger Sohn (er hatte sieben Schwestern) von Prinz Imru Haile Selassie und Tsige Mariam geboren. Er studierte an der University of Oxford in England und kehrte dann in sein Heimatland zurück. Er war zuerst in der Verwaltung tätig und war von 1958 bis 1959 stellvertretender Landwirtschaftsminister. Anschließend wechselte er in die Diplomatie und wurde zuerst Botschafter in Washington, D.C. (1959–1961), dann in Moskau (1961–1965). Für kurze Zeit zwischen diesen Diplomatenposten war er 1961 Außenminister Äthiopiens. Von 1965 bis 1968 arbeitete er in Genf für die UNCTAD, einer Unterorganisation der Vereinten Nationen. Nachdem er 1974 zuerst Industrie- und Handelsminister geworden war, übernahm er als Nachfolger von Endelkachew Makonnen am 3. August 1974 das Amt des Regierungschefs. Nach dem endgültigen Sturz seines entfernten Verwandten Kaiser Haile Selassie wurde er bereits am 12. September wieder seines Amtes enthoben. Dennoch verblieb er bis 1975 als Informationsminister in der Regierung. Später wurde er Fachmann für ländliche Entwicklung und Mitarbeiter der Weltbank. Er setzte sich bei der italienischen Regierung sehr stark für die Rückgabe geraubter Kunstgegenstände aus Äthiopien ein.